# Microsoft Dynamics
 (septembre 2020).
Si vous disposez d'ouvrages ou d'articles de référence ou si vous connaissez des sites web de qualité traitant du thème abordé ici, merci de compléter l'article en donnant les références utiles à sa vérifiabilité et en les liant à la section « Notes et références ».
Microsoft Dynamics est une gamme de progiciels de gestion d'entreprise conçue par Microsoft. 
Cette gamme, qui fut également connue sous le nom de code Project Green, est le successeur de l'ancienne famille de logiciels destinée à la gestion d'entreprise, Microsoft Business Solutions.

## Logiciels

### Progiciels de gestion intégrés
- Microsoft Dynamics AX (anciennement Axapta)

- Microsoft Dynamics GP (anciennement Great Plains)
- Microsoft Dynamics NAVd (anciennement Navision)

- Microsoft Dynamics SL (anciennement Solomon)

### Gestion du commerce de détail
- Microsoft Retail Management System (anciennement QuickSell)